# Hexatoma australiensis
Hexatoma australiensis är en tvåvingeart som först beskrevs av Alexander 1920.  Hexatoma australiensis ingår i släktet Hexatoma och familjen småharkrankar. Inga underarter finns listade i Catalogue of Life.